# Spatz (Zeitung)
Spatz war der Name einer monatlich erscheinenden Gratiszeitung für die Region Basel. Die Zeitung erschien seit 1984, hatte eine Auflage von 252'000 Exemplaren und wurde gratis in die Haushalte der Stadt Basel und in deren Region verteilt. 
Sie bestand zu rund zwei Dritteln aus redaktionellen Texten und zu einem Drittel aus Werbung. Neben den Rubriken: Spatz regional, Leben heute, Politik, Wirtschaft, Kultur, Essen+Trinken, Das grosse Spatz-Interview, Energie+Umwelt, Ausbildungsplattform, Tourismus brachte sie vor allem lokale Informationen und Geschichten hinter den Geschichten über Firmen und Köpfe aus der Region. Herausgegeben wurde die Zeitung von der in Basel ansässigen Publitex AG. Anfang Juli 2013 wurde der Spatz eingestellt. Alle Mitarbeiter wurden entlassen.